# Zscheila

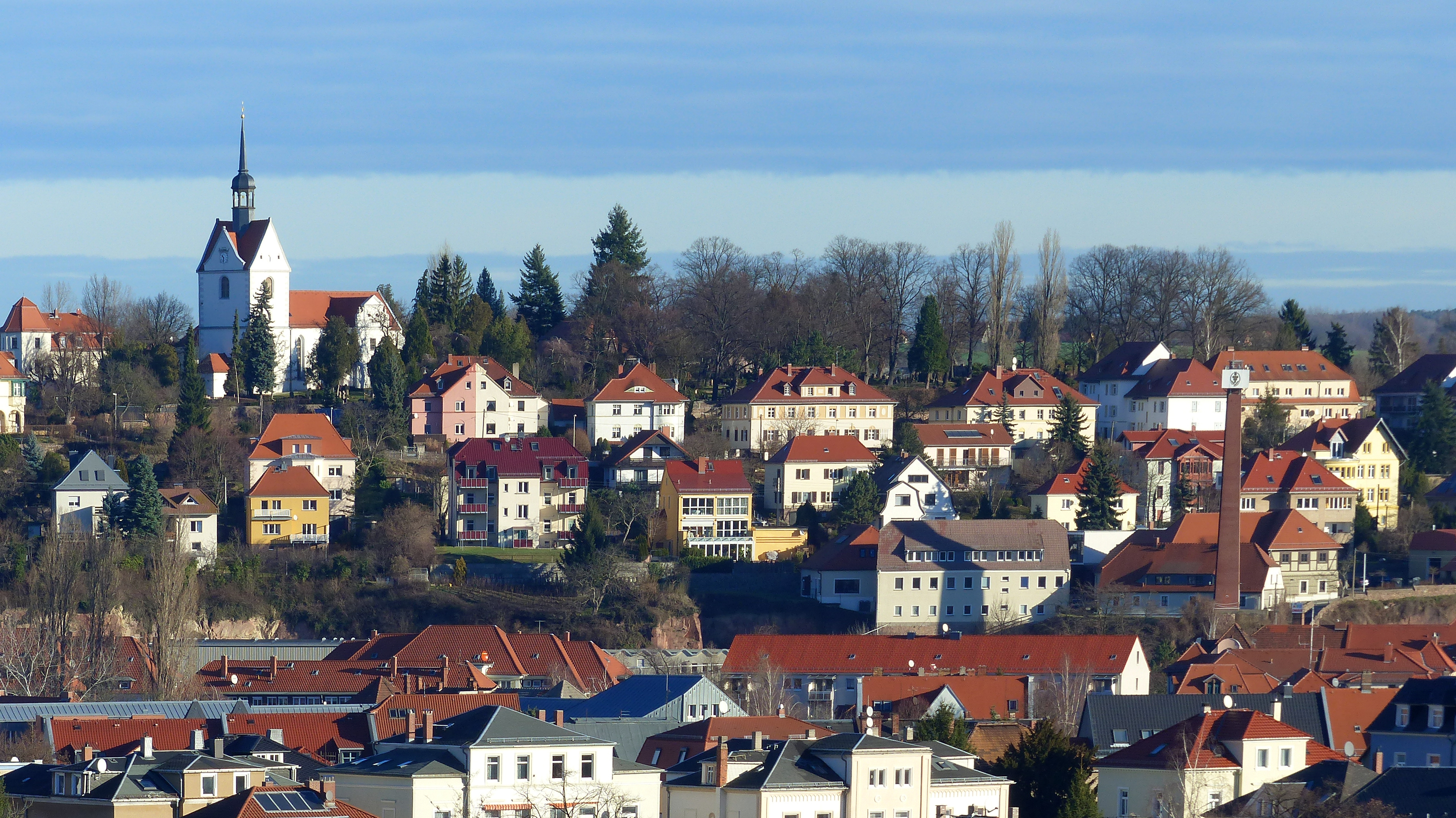
Blick auf Zscheila

Zscheila ist ein Stadtteil von Meißen im Landkreis Meißen, Sachsen.

## Geographie

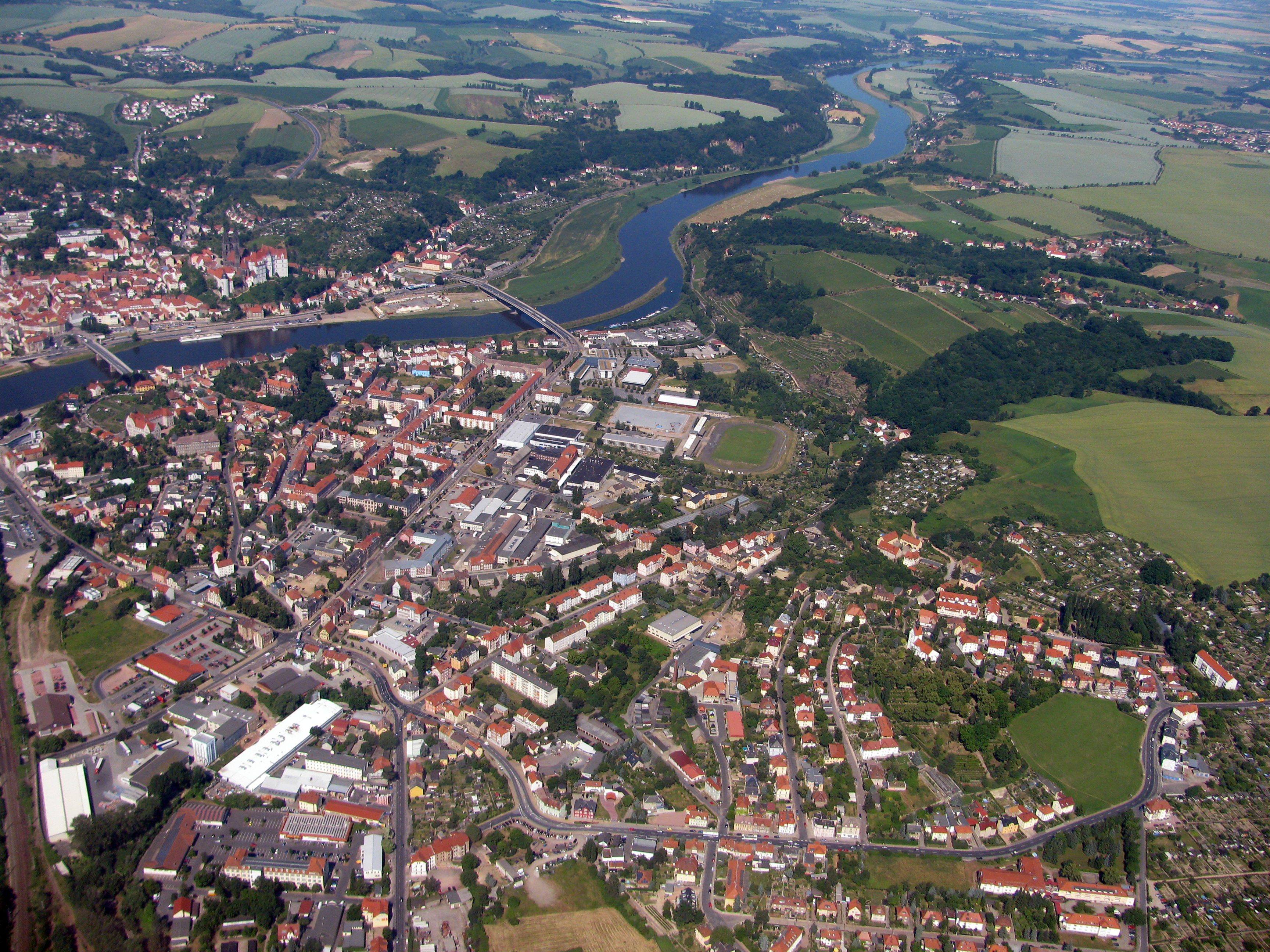
Zscheila (unten), Niederfähre (Bildmitte) und die Meißner Altstadt (oben links) aus der Vogelperspektive

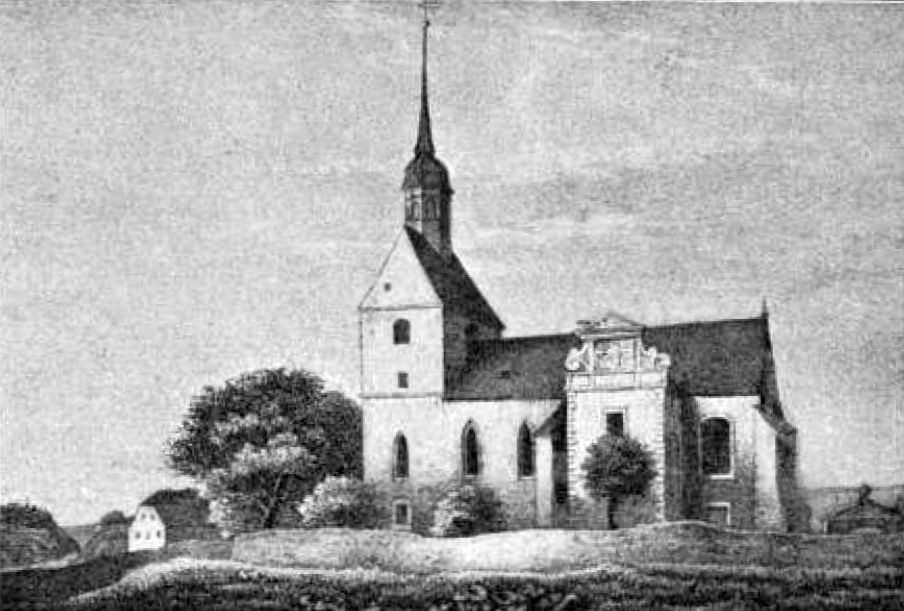
Zscheilaer Kirche um 1840

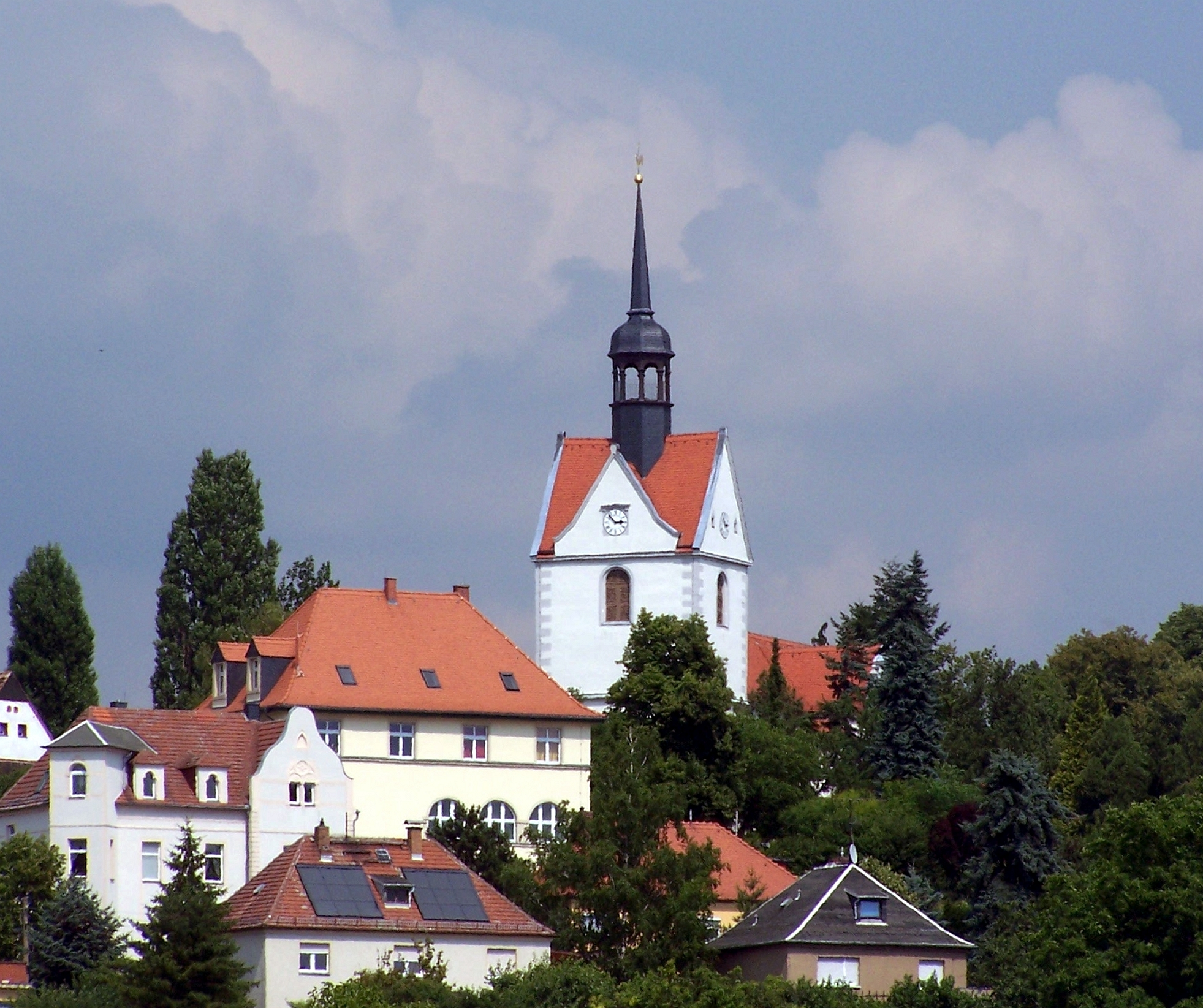
Trinitatiskirche Zscheila

Zscheila liegt in der gleichnamigen Gemarkung im Nordosten des Meißner Stadtgebiets. Es ist umgeben von den anderen zu Meißen gehörenden Stadtteilen bzw. Gemarkungen Bohnitzsch im Norden, Nassau im Osten, Vorbrücke im Süden und Niederfähre im Westen.
Durch Zscheila verläuft unter dem Namen Großenhainer Straße die Bundesstraße 101, die nach Süden zum Meißner Stadtzentrum und nach Norden in Richtung Großenhain weiterführt. Von ihr zweigt die Niederauer Straße ab, die in das östlich gelegene Niederau führt. Der Ortskern liegt entlang der Pfarrgasse und der Straße An der Trinitatiskirche. An den ÖPNV ist Zscheila durch die Buslinien C, 407 und 409 der Verkehrsgesellschaft Meißen angebunden.
In Zscheila steigt das Gelände vom fast auf dem Niveau der Elbe befindlichen Joachimstal nach Norden hin an. Hier liegt der nach dem Ort benannte Zscheilberg. Auf der Höhe steht unter anderem die Trinitatiskirche. Im Bereich von Zscheila überlagern Pläner und Mergelsteine aus der Kreidezeit den Meißner Granit.

## Geschichte
Erstmals erwähnt wurde der aus dem Slawischen stammende Ortsname, als 1180 eine Urkunde eine „ecclesia“ in „Schilow“, „Csilowe“ bzw. „Csilouwe“ nannte. In den folgenden Jahrhunderten waren unter anderem die Schreibweisen „Tzilowe“, „Czschilaw“, „Zscheilow“, „Tscheyl“ und „Zscheulaw“ in Gebrauch. Der Name lässt sich auf den altsorbischen Personennamen Čił zurückführen und würde somit „Siedlung des Čił“ bedeuten. Möglicherweise weist er den gleichen Ursprung auf wie das tschechische Čilec.

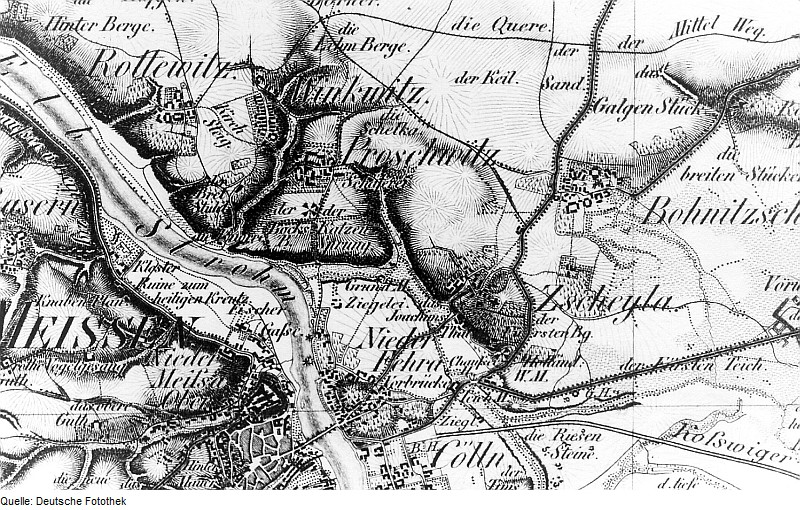
„Zscheyla“, seine Nachbarorte und alte Flurnamen der nahen Umgebung auf einer Karte aus dem 19. Jahrhundert

Der wohl von Sorben gegründete lockere Bauernweiler lag in einer im Jahre 1900 etwa 115 Hektar großen Block- und Streifenflur, auf der die Bewohner Landwirtschaft betrieben. In Zscheila wurde der 1436 ersterwähnte Hayner (Großenhainer) Straßenzoll erhoben, da sich am Fuß des Zscheilbergs (Fürstenbergs) mehrere Verbindungswege rechtselbischer Dörfer sammelten.
Die 1180 erstmals erwähnte Kirche hatte bis 1230 eine Filialkirche im nahen Zadel. Bereits um 1500 war das Zscheilaer Gotteshaus eine Pfarrkirche. Nach Zerstörungen im Dreißigjährigen Krieg förderte der Patronatsherr Peter Werdermann, damals Besitzer des Rittergutes Proschwitz, den Wiederaufbau. Eingepfarrt waren bzw. sind Bohnitzsch, Niederfähre, Ockrilla, Proschwitz, Rottewitz und Winkwitz. In vorreformatorischer Zeit war das Gebäude dem heiligen Georg geweiht. Einer Sage nach soll Benno von Meißen bei der Glockenweihe einen Umkreis bestimmt haben, der vor Blitzschlag geschützt ist.
Im Bereich unter Kirche und Friedhof wird eine überbaute Wallanlage angenommen, nordwestlich der Kirche befand sich während der frühen Eisenzeit eine größere Siedlung. Bereits 1226 lag in Zscheila eine Curia (Rittersitz), 1406 ist ein Vorwerk und 1696 ein Rittergut bezeugt. Im frühen 18. Jahrhundert befand sich Zscheila im Besitz der Familie des kursächsischen Oberrechnungsrates Dr. Jacob Friedrich  Schilling.
Die Verwaltung des Ortes oblag jahrhundertelang dem Prokuraturamt in Meißen, es war demnach ein Amtsdorf. Im Jahr 1856 gehörte Zscheila zum Gerichtsamt Meißen und kam danach zur Amtshauptmannschaft Meißen, aus der der gleichnamige Landkreis hervorging. Für 1791 und 1834 ist verbürgt, dass Zscheila zusammen mit dem benachbarten Niederfähre eine Gemeinde bildete. Auf Grundlage der Landgemeindeordnung von 1838 erlangte Zscheila dann seine Selbstständigkeit als Landgemeinde. Zscheila wurde 1914 gemeinsam mit dem Nachbarort Bohnitzsch nach Meißen eingemeindet und bildet seitdem einen Stadtteil der Kreisstadt.

## Einwohnerentwicklung
| Jahr    | Einwohner                   |
| ------- | --------------------------- |
| 16. Jh. | etwa 8 Familien             |
| 1764    | 2 besessene Mann, 6 Häusler |
| 1834    | 101                         |
| 1890    | 564                         |
| 1910    | 2309                        |
| 1925    | siehe Meißen                |

## Personen
- Richard Hugo Eck (* 3. Oktober 1845 in Dresden; † 25. August 1900 in Zscheila), deutscher Architekt
- Joachim Bernhard Nicolaus Hacker (* 14. November 1760 in Wittenberg; † 4. Oktober 1817 in Zscheila), deutscher Theologe, Poet und Schriftsteller
- Friedrich Gustav Schilling (* 25. November 1766 in Dresden; † 30. Juli 1839 ebenda), deutscher Dichter und Belletrist